# Awraham Rawic
Awraham Rawic (hebr.: אברהם רביץ, ang.: Avraham Ravitz, ur. 13 stycznia 1934 w Tel Awiwie, zm. 26 stycznia 2009) – izraelski rabin, pedagog i polityk, w latach 1990–1992 wiceminister budownictwa i mieszkalnictwa, w latach 2001–2003 wiceminister edukacji, w latach 2005–2006 wiceminister opieki społecznej, w latach 1988–2009 poseł do Knesetu z listy Zjednoczonego Judaizmu Tory i partii Sztandar Tory.

## Życiorys
Urodził się 13 stycznia 1934 w Tel Awiwie w ówczesnym Brytyjskim Mandacie Palestyny.
Był członkiem organizacji paramilitarnej Lechi, następnie służył w izraelskim wojsku. Ukończył college dla rabinów w Hebronie. Uzyskał smichę rabinacką. Pracował jako pedagog.
W wyborach w 1988 został wybrany posłem. W dwunastym Knesecie zasiadał w komisjach finansów; edukacji i kultury oraz konstytucyjnej prawa i sprawiedliwości. 25 czerwca 1990 dołączył do powołanego dwa tygodnie wcześniej czwartego rządu Icchaka Szamira jako wiceminister budownictwa i mieszkalnictwa w resorcie kierowanym przez Ariela Szarona. Pozostał na stanowisku do końca kadencji rządu – 13 lipca 1992.
Wcześniej – w czerwcu bezskutecznie kandydował wyborach z listy Zjednoczonego Judaizmu Tory (czyli koalicji Sztandaru Tory z Agudat Israel, jednak już 16 lipca znalazł się w składzie trzynastego Knesetu po rezygnacji Jicchaka Pereca. Był członkiem komisji edukacji i kultury; ds. radia i telewizji; konstytucyjnej, prawa i sprawiedliwości; absorpcji imigrantów oraz zatwierdzania sędziów sądów rabinackich. 8 kwietnia 1996 doszło do rozpadu Zjednoczonego Judaizmu Tory na dwie frakcje Rawic i Mosze Gafni zasiadali do końca kadencji jako posłowie Sztandaru Tory, zaś Awraham Werdiger i Awraham Josef Szapira jako Agudat Israel. W czerwcowych wyborach obie partie wystawiły jednak jedną listę, a Rawic uzyskał reelekcję. W XIV Knesecie przewodniczył komisji finansów, a także zasiadał w komisji zatwierdzania sędziów sądów rabinackich. 23 lutego 1999 ponownie opuścił wspólną frakcję z posłami Agudat Israel i końcówkę kadencji spędził jako jedyny poseł Sztandaru Tory. Znów jednak w przeprowadzonych w maju tegoż roku wyborach obie partie religijne wystawiły wspólną listę, z której Rawic uzyskał mandat poselski. W piętnastym Knesecie pełnił funkcję zastępcy przewodniczącego oraz zasiadał w komisjach spraw zagranicznych i obrony; zatwierdzania sędziów sądów rabinackich; spraw gospodarczych oraz konstytucyjnej, prawa i sprawiedliwości.
16 kwietnia 2001 został wiceministrem edukacji w powołanym sześć tygodni wcześniej pierwszym rządzie premiera Ariela Szarona. W resorcie kierowanym przez Limor Liwnat pozostał do końca kadencji rządu 28 lutego 2003. W styczniowych wyborach kolejny raz został wybrany posłem. W szesnastym Knesecie zasiadał w komisjach spraw gospodarczych oraz konstytucyjnej prawa i sprawiedliwości. 30 marca 2005 został mianowany wiceministrem opieki społecznej, przy czym w drugim rządzie Szarona sprawy te podlegały od 2004 pod Ministerstwo ds. Przemysłu, Handlu i Pracy. Jako zastępca ministra Ehuda Olmerta służył Rawic już do końca kadencji czyli 4 maja 2006. W przeprowadzonych marcu wyborach uzyskał reelekcję. W siedemnastym Knesecie zasiadał w komisjach pracy, opieki społecznej i zdrowia oraz spraw zagranicznych i obrony. 8 grudnia 2008 doszło do kolejnego rozłamu w Zjednoczonym Judaizmie Tory Rawic, Gafni i Uri Maklew utworzyli frakcję Sztandaru Tory. Niedługo później 26 stycznia 2009 Rawic zmarł, a mandat po nim objął Jehoszua Menachem Pollack.
Został pochowany na cmentarzu Har ha-Menuchot w Jerozolimie.